# بيتر كراوس
بيتر كروس  (بالإنجليزية: Peter Krause)  هو بيتر ويليام كروس (من مواليد 12 أغسطس 1965 ألكساندريا بولاية مينيسوتا هو منتج وممثل أمريكي. رشح لجائزة الإيمي أوارد عن دور نات فيشر في مسلسل ستة أقدام تحت الأرض.

## أعماله

### مسلسلاته
- 2018 : مسلسل 9-1-1
- 2001 - 2005 : ستة أقدام تحت الأرض (مسلسل) دور نات فيشر
- 1992 : بيفرلي هيلز، كاليفورنيا (مسلسل)
- 1989 - 1998 : ساينفيلد

### أفلامه
- 2011 : بغيض (فيلم)
- 1998 : عرض ترومان

## وصلات خارجية
- بيتر كراوس على موقع IMDb (الإنجليزية)
- بيتر كراوس على موقع ألو سيني (الفرنسية)
- بيتر كراوس على موقع أول موفي (الإنجليزية)
- بيتر كراوس على موقع بوكس أوفيس موجو (الإنجليزية)
- بيتر كراوس على موقع قاعدة بيانات برودواي على الإنترنت (الإنجليزية)
- بيتر كراوس على موقع قاعدة بيانات الأفلام السويدية (السويدية)
- بيتر كراوس على موقع إن إن دي بي (الإنجليزية)
- بيتر كراوس على موقع ديسكوغز (الإنجليزية)
- بيتر كراوس على موقع قاعدة بيانات الفيلم (الإنجليزية)
- بيتر كراوس على موقع كينوبويسك (الروسية)

- بيتر كراوس في الفن